# Abastumani (wieś)
Abastumani – wieś w Gruzji, w regionie Samcche-Dżawachetia, w gminie Adigeni. W 2014 roku liczyła 256 mieszkańców.